# Dasher (Georgie)
Dasher je město v okrese Lowndes County ve státě Georgie ve Spojených státech amerických. V roce 2020 žilo ve městě 890 obyvatel.

## Demografie
Podle sčítání lidí v roce 2000 žilo ve městě 834 obyvatel, 298 domácností a 230 rodin. V roce 2011 žilo ve městě 457 mužů (49,9 %), a 460 žen (50,1 %). Průměrný věk obyvatele byl 41 let (2011).